# Стрільба дуплетом
«Стрільба дуплетом» — радянський телефільм 1979 року, знятий режисером Маратом Аріповим на кіностудії «Таджикфільм».

## Сюжет
Колись батько таджика Умара Сангінова був насильно вивезений із країни. Народившись не на своїй землі, син, що подорослішав, вирішив повернутися на батьківщину. Виконуючи завдання іноземної розвідки, герой добровільно здається прикордонникам, допомагає викрити резидента та запобігти вибуху гідростанції.

## У ролях
- Алі Мухаммад — Умар Сангінов
- Яків Гольдштейн — Аль Хаммаді
- Володимир Трещалов — Олексій Степанович Сабуров
- Марат Аріпов — Махмуд Хафізов
- Юнус Юсупов — капітан Норов
- Володимир Плотников — Морозов
- Сайдо Курбанов — Хасанов
- Джавлон Хамраєв — службовець готелю
- Раджаб Адашев — службовець готелю
- Р. Умурзаков — роль другого плану
- Шухрат Іргашев — Валієв
- Сахобіддін Саттаров
- Айбарчин Бакірова — археолог
- Курбан Шаріпов — дядько Ізат
- Мехрангіз Гасанова — гід
- Андрій Бородін — епізод
- Л. Басова — епізод
- Володимир Мякота — епізод
- Г. Салманов — епізод
- Л. Пащенко — епізод
- Валерій Фідаров — епізод
- Зоя Толбузіна — епізод
- В. Бесчастний — епізод
- А. Аріпов — епізод
- Анвар Тураєв — епізод
- Мар'ям Якубова — Галина Султанівна
- Рустам Сагдуллаєв — фарцівник
- Імомберди Мінгбаєв — Саттор
- Георгій Строков — провізор
- Євген Сегеді — турист
- Фархад Хайдаров — диверсант

## Знімальна група
- Режисер — Марат Аріпов
- Сценаристи — Сергій Александров, Євген Котов
- Оператор — Ростислав Пірумов
- Композитори — Юрій Тер-Осіпов, Толіб-хон Шахіді
- Художники — Валентин Вирвіч, Володимир Мякота